# Parque Nacional da Sequoia
O Parque Nacional da Sequoia (em inglês:  Sequoia National Park) é um parque nacional nos Estados Unidos localizado no sul da Sierra Nevada, a leste de Visalia, Califórnia. O parque foi criado em 25 de setembro de 1890, protegendo uma área de 1 635 km² de terreno montanhoso florestal. O parque compreende um relevo vertical de quase 4 000 metros e contém o ponto mais alto dos Estados Unidos contíguos, o monte Whitney, a 4 421 metros acima do nível do mar. O parque está ao sul do Parque Nacional de Kings Canyon; ambos os parques são administrados juntamente pelo National Park Service como os "Parques Nacionais da Sequoia e de Kings Canyon". A UNESCO designou as áreas como Reserva da Biosfera de Sequoia-Kings Canyon em 1976.
O parque é notável pelas suas sequoias-gigantes, incluindo a árvore General Sherman, a maior árvore da Terra em volume. A árvore general Sherman cresce na Giant Forest, que contém cinco das dez maiores árvores do mundo. A Giant Forest está conectada pela rodovia Generals ao bosque de General Grant no Parque Nacional Kings Canyon, onde encontram-se outras sequoias-gigantes, como a General Grant. As florestas de sequoias-gigantes do parque fazem parte de 819 km² de florestas primárias compartilhadas pelos Parques Nacionais da Sequoia e de Kings Canyon. Os parques preservam uma paisagem que ainda se assemelha ao sul de Sierra Nevada antes do assentamento euro-americano.
O parque nacional foi parcialmente fechado em setembro de 2020 devido a um incêndio no parque.

## Homenagens
- O asteroide 1103 Sequoia foi nomeado em homenagem ao Parque Nacional da Sequoia em 1955.[8]